# Shogo Matsuo
Shogo Matsuo (født 28. juli 1987) er en japansk tidligere professionel fodboldspiller.
Han har spillet for flere forskellige klubber i sin karriere, herunder AC Nagano Parceiro og FC Ryukyu.